# نادين لوستر
نادين أليكسيس باغويا لوستر (ولدت في 31 أكتوبر 1993) ممثلة ومغنية بوب  في عام 2018 ، تلقى أدائها عن دور جوان كانديلاريا في فيلم الدراما الرومانسية أبدا لا أحبك ، استحسان النقاد وحصلت على العديد من الجوائز مثل جائزة دائرة النقاد الشباب لأفضل أداء ، وجائزة فاماس لأفضل ممثلة ، وجواد أوريان لأفضل ممثلة.فلبينية .

## روابط خارجية
- نادين لوستر على موقع IMDb (الإنجليزية)
- نادين لوستر على موقع ميوزك برينز (الإنجليزية)
- نادين لوستر على موقع قاعدة بيانات الفيلم (الإنجليزية)

- نادين لوستر على إنستغرام